# チャーリー・モントーヨ
ホセ・カルロス・モントーヨ・ディアス（José Carlos Montoyo Díaz, 1965年10月17日 - ）は、プエルトリコのフロリダ出身の元プロ野球選手（二塁手）、元監督。右投右打。

## 経歴

### プロ入り前
1986年のMLBドラフトの26巡目（全体649位）でミルウォーキー・ブルワーズから指名されたが、この時は契約しなかった。

### 現役時代
ルイジアナ工科大学に在学中の1987年のMLBドラフトの6巡目（全体149位）で再びブルワーズから指名され、プロ入り。
現役時代はほとんどをマイナーリーグで過ごし、メジャー経験は1993年にモントリオール・エクスポズで出場した4試合のみである。

### 引退後

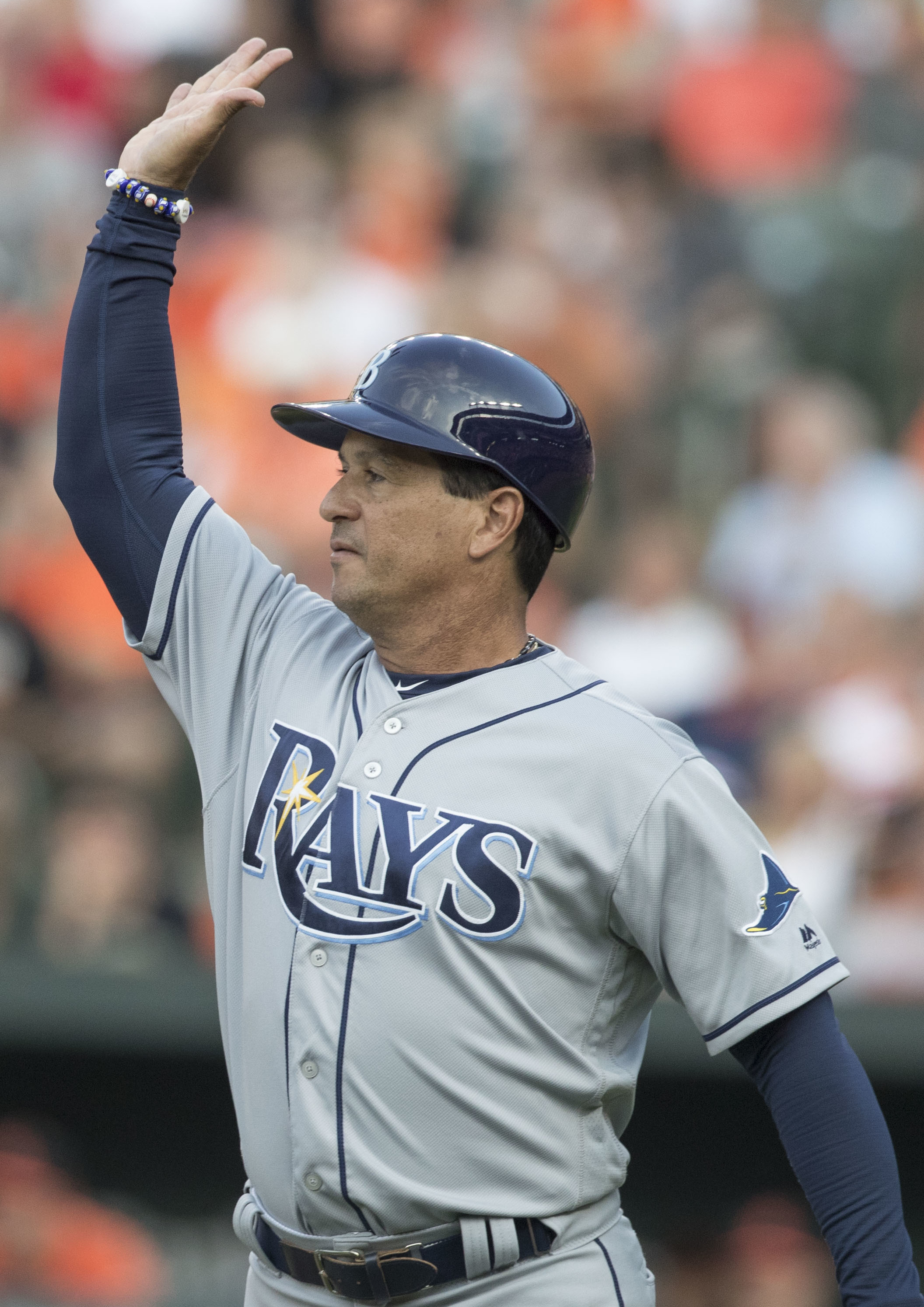
タンパベイ・レイズでのコーチ時代
（2017年6月30日）

引退後は1997年に、1998年から1997年のMLBエクスパンションドラフトによりMLBに加わるタンパベイ・デビルレイズ（2008年からタンパベイ・レイズ）の傘下であるアパラチアンリーグのルーキー級プリンストン・レイズの監督に就任した。それを皮切りに2014年までデビルレイズ及びレイズ傘下の各球団で監督を歴任した。また、2009年にはWBCプエルトリコ代表でコーチを務めた。その後、2015年には親球団であるレイズのコーチとなり、同年から2017年までは三塁コーチ、2018年にはベンチコーチを務めた。
2019年シーズンからはトロント・ブルージェイズの監督を務め、2020年にはチームをポストシーズンに導いたが、2022年のシーズン途中の7月13日に解任された（監督代行はジョン・シュナイダーベンチコーチ）。
2023年から2年間、MLBのシカゴ・ホワイトソックスのベンチコーチを務めた。

## 詳細情報

### 年度別打撃成績
| 年 度    | 球 団    | 試 合 | 打 席 | 打 数 | 得 点 | 安 打 | 二 塁 打 | 三 塁 打 | 本 塁 打 | 塁 打 | 打 点 | 盗 塁 | 盗 塁 死 | 犠 打 | 犠 飛 | 四 球 | 敬 遠 | 死 球 | 三 振 | 併 殺 打 | 打 率 | 出 塁 率 | 長 打 率 | O P S |
| -------- | -------- | ----- | ----- | ----- | ----- | ----- | -------- | -------- | -------- | ----- | ----- | ----- | -------- | ----- | ----- | ----- | ----- | ----- | ----- | -------- | ----- | -------- | -------- | ----- |
| 1993     | MON      | 4     | 5     | 5     | 1     | 2     | 1        | 0        | 0        | 3     | 3     | 0     | 0        | 0     | 0     | 0     | 0     | 0     | 0     | 0        | .400  | .400     | .600     | 1.000 |
| MLB：1年 | MLB：1年 | 4     | 5     | 5     | 1     | 2     | 1        | 0        | 0        | 3     | 3     | 0     | 0        | 0     | 0     | 0     | 0     | 0     | 0     | 0        | .400  | .400     | .600     | 1.000 |

### 年度別守備成績
| 年 度 | 球 団 | 二塁（2B） | 二塁（2B） | 二塁（2B） | 二塁（2B） | 二塁（2B） | 二塁（2B） |
| 年 度 | 球 団 | 試 合      | 刺 殺      | 補 殺      | 失 策      | 併 殺      | 守 備 率   |
| ----- | ----- | ---------- | ---------- | ---------- | ---------- | ---------- | ---------- |
| 1993  | MON   | 3          | 0          | 0          | 0          | 0          | ----       |
| MLB   | MLB   | 3          | 0          | 0          | 0          | 0          | ----       |

### 年度別監督成績
| 年 度     | 球 団     | 地 区     | 年 齢     | 試 合 | 勝 利 | 敗 戦 | 勝 率 | 順 位 / チーム数 | 備 考    | ポストシーズン 勝敗 |
| --------- | --------- | --------- | --------- | ----- | ----- | ----- | ----- | ---------------- | -------- | ------------------- |
| 2019      | TOR       | AL 東     | 53歳      | 162   | 67    | 95    | .414  | 4/5              |          |                     |
| 2020      | TOR       | AL 東     | 54歳      | 60    | 32    | 28    | .533  | 3/5              | ALWC敗退 | 0勝2敗              |
| 2021      | TOR       | AL 東     | 55歳      | 162   | 91    | 71    | .562  | 4/5              |          |                     |
| 2022      | TOR       | AL 東     | 56歳      | 88    | 46    | 42    | .523  | 4/5              | 途中解任 |                     |
| 通算：4年 | 通算：4年 | 通算：4年 | 通算：4年 | 472   | 236   | 236   | .500  | -                | -        | 0勝2敗              |

### 背番号
- 25（1993年、2015年 - 2022年）
- 75（2023年 - ）